# Ortheziolacoccus nelliae
Ortheziolacoccus nelliae är en insektsart som först beskrevs av Ferenc Kozár och Miller 2000.  Ortheziolacoccus nelliae ingår i släktet Ortheziolacoccus och familjen vaxsköldlöss.
Artens utbredningsområde är Tanzania. Inga underarter finns listade i Catalogue of Life.